# Villamblard
Villamblard (okcitansko Vila Amblard) je naselje in občina v francoskem departmaju Dordogne regije Akvitanije. Leta 2007 je naselje imelo 892 prebivalcev.

## Geografija
Kraj leži v pokrajini Périgord 23 km severovzhodno od Bergeraca.

## Uprava
Villamblard je sedež istoimenskega kantona, v katerega so poleg njegove, vključene še občine Beauregard-et-Bassac, Beleymas, Campsegret, Clermont-de-Beauregard, Douville, Église-Neuve-d'Issac, Issac, Laveyssière, Maurens, Montagnac-la-Crempse, Saint-Georges-de-Montclard, Saint-Hilaire-d'Estissac, Saint-Jean-d'Estissac, Saint-Jean-d'Eyraud, Saint-Julien-de-Crempse in Saint-Martin-des-Combes s 5.548 prebivalci.
Kanton Villamblard je sestavni del okrožja Bergerac.

## Zanimivosti
- ruševine gradu Château Barrière iz 12. do 15. stoletja;